# Oleg Asadulin
Oleg Asadulin (Čeljabinsk, 5 ottobre 1971) è un regista, sceneggiatore e produttore cinematografico russo.

## Filmografia parziale

### Regista
- Tёmnyj mir: Ravnovesie (2013)
- Smertel'nye illjuzii (2020)[1]